# Бруно Б'янкі (яхтсмен)
Бруно Б'янкі (італ. Bruno Bianchi, 2 травня 1904 — 22 серпня 1988) — італійський яхтсмен.
Олімпійський чемпіон 1936 року в класі 8 метрів, учасник 1948 року.